# Phyllogomphus bartolozzii
Phyllogomphus bartolozzii – gatunek ważki z rodziny gadziogłówkowatych (Gomphidae).